# 蛍火 (原由実の曲)
「蛍火」（ほたるび）は、原由実の2枚目のシングル。2013年3月27日に5pb.Recordsから発売された。前作「HANABI」から約半年でのリリースとなるシングル。
表題曲はOVA『コープスパーティー Tortured Souls -暴虐された魂の呪叫-』エンディングテーマとして起用され、カップリング「あふれる想い」は初の作詞作品であり、ファミ通公式サイト内WEBラジオ『原由実の○○ラジオ』オープニングテーマとして起用された。
キャッチコピーは「儚く、強く、美しい想い…　あなたへ…」。

## 収録曲
| #         | タイトル                      | 作詞      | 作曲      | 編曲         | 時間  |
| --------- | ----------------------------- | --------- | --------- | ------------ | ----- |
| 1.        | 「蛍火」                      | 山科蓮    | 濱田智之  | 大島こうすけ | 5:50  |
| 2.        | 「あふれる想い」              | 原由実    | 濱田智之  | 奥山アキラ   | 3:43  |
| 3.        | 「Spiral Moment」             | HIDETO    | 須田悦弘  | 須田悦弘     | 4:18  |
| 4.        | 「蛍火 -off vocal-」          |           |           |              | 5:49  |
| 5.        | 「あふれる想い -off vocal-」  |           |           |              | 3:42  |
| 6.        | 「Spiral Moment -off Vocal-」 |           |           |              | 4:16  |
| 合計時間: | 合計時間:                     | 合計時間: | 合計時間: | 合計時間:    | 27:40 |